# Пелетьма
Пелетьма — река в России, протекает в Иссинском и Лунинском районах Пензенской области. Левый приток реки Суры.

## География
Длина реки составляет 55 км или 67 км, водосборная площадь — 488 км² или 686 км². Река Пелетьма берёт начало у села Никифоровка Иссинского района. Течёт на юг по открытой местности, в районе села Старая Степановка поворачивает на восток и впадает в Суру ниже села Казачья Пелетьма. Устье реки находится в 519 км по левому берегу реки Суры. Река протекает по холмистой безлесной местности и только близ реки Суры оба берега болотистые и покрыты лесом. Уклоны реки большие, течение быстрое.
В 6,5 км от устья по правому берегу впадает река Ломовка.

## Данные водного реестра
По данным государственного водного реестра России относится к Верхневолжскому бассейновому округу, водохозяйственный участок реки — Сура от Сурского гидроузла и до устья реки Алатырь, речной подбассейн реки — Сура. Речной бассейн реки — (Верхняя) Волга до Куйбышевского водохранилища (без бассейна Оки).
Код объекта в государственном водном реестре — 08010500312110000036371.